# 新水戸八景
新水戸八景（しんみとはっけい）は1996年3月8日に発表された、茨城県水戸市内の8つの名所である。

## 概要
水戸市及びその周辺市町村には「水戸八景」という水戸藩第9第藩主徳川斉昭が定めた景勝地が伝えられている。この水戸八景にちなみ、現代の水戸市から八景を選ぼうとの企画で生まれたのが新水戸八景である。選定箇所は以下の通りで、市民からの公募意見が決定に大きな割合を持っている。

### 八景の一覧
- 弘道館周辺と水戸城の壕

場所は三の丸1、2、3丁目。藩校「弘道館」と水戸城の壕跡が水戸藩の歴史を感じさせる界隈である。近年では域内の水戸市立三の丸小学校や水戸市立第二中学校が城内を思わせる風格ある景観に改修され、より趣きが増している。2月～3月には弘道館公園の梅、4月には壕の上に植えられた桜が楽しめる。
- 保和苑と周辺史跡

場所は松本町、愛宕町、八幡町。
紫陽花の名所である保和苑周辺には古墳から神社仏閣まで様々な史跡が点在しており、「水戸のロマンチックゾーン」とも呼ばれている。
周辺にある史跡
愛宕山古墳、桂岸寺(通称「二十三夜尊」)、水戸八幡宮、常磐共有墓地、回天神社、祇園寺、曝井(さらしい)
- 偕楽園公園と千波湖周辺

場所は常磐町、千波町、見川1丁目。
梅、萩等四季折々の花が楽しめる偕楽園公園と、そこから望む千波湖は斉昭の時代から続く景勝地である。のみならず、湖畔には散歩やジョギングをする市民が多く集い、また、湖に住む白鳥と間近に戯れることができる市民の憩いの場でもある。
- 水戸芸術館

場所は五軒町2丁目。
音楽、美術、演劇の発信地である水戸芸術館は、また街中のオアシスとして芝生広場での休憩等で親しまれている。夏には広場の噴水(カスケード)で水遊びする子供でにぎわう。空にクネクネと伸びる銀色のアートタワーは夜間ライトアップされ、芸術的な装いをより高める。
- 備前堀

場所は柳町1丁目の水門から約12km。
市内では下市と呼ばれる地区を流れる備前堀は江戸時代の商人街の雰囲気を伝えている。近年は公園等が整備され、より魅力ある景観へと生まれ変わっている。
- 水戸市森林公園と楮川ダム

場所は田野町、成沢町。
里山の自然を残す水戸市森林公園は、実物大恐竜模型や、山羊とふれあえる場所などがあり、近くの楮川ダムと共に、水戸市のレジャースポットである。
- ダイダラボウと大串貝塚ふれあい公園

場所は塩崎町。
旧常澄村からは唯一の選出である。国道51号からも見える巨大なダイダラボウ像と、縄文時代の暮らしを紹介した大串貝塚ふれあい公園は古代のロマンを感じさせる場所である。
- 大塚池公園

場所は大塚町。
大塚池は白鳥の飛来地として有名である。冬には白鳥の優雅な姿を目にすることができる。

## 発表までの経緯
水戸市は市内居住者または市内通勤・通学者より、以下の38カ所の候補地の中からまたは候補地以外でも「新水戸八景」にふさわしいと思う場所を1人8カ所まであげてもらう公募を1995年11月1日から12月11日の期間で実施した。結果、6,629通の応募があり、その応募を元に水戸市観光審議会が審議した。重複地域については範囲を広げて一つの選定地とするなどして、1996年3月8日に新水戸八景が発表された。
- 候補地一覧
  - 1.偕楽園と好文亭(常磐町)
  - 2.八幡宮とお葉付イチョウ(八幡町)
  - 3.偕楽園から見た千波湖(常磐町)
  - 4.八幡宮からの那珂川方面の眺望(八幡町)
  - 5.弘道館と大手橋(三の丸)
  - 6.常磐神社(常磐町)
  - 7.森林公園(全隈町)
  - 8.植物公園(小吹町)
  - 9.大塚池公園(大塚池)
  - 10.県庁舎と堀(三の丸)
  - 11.保和苑と桂岸寺(松本町)
  - 12.香積寺(渡里町)
  - 13.県立歴史館(緑町)
  - 14.神崎寺(天王町)
  - 15.千波大橋から見た千波湖(千波町)
  - 16.金谷町公園(金谷町)
  - 17.三菱銀行水戸支店(泉町)
  - 18.三の丸歴史ロード(三の丸)
  - 19.中根寺(加倉井町)
  - 20.県近代美術館(千波町)
  - 21.徳川博物館と彰考館(見川)
  - 22.いちょう坂と大イチョウ(三の丸)
  - 23.加倉井砂山の墓と鹿島神社(成沢町)
  - 24.堀原運動公園(新原)
  - 25.楮川ダム(田野町)
  - 26.護国神社(見川)
  - 27.少年自然の家(全隈町)
  - 28.水戸二中のシイの木(三の丸)
  - 29.黄門像(千波町)
  - 30.曝井と滝坂(愛宕町)
  - 31.六地蔵寺と桜(六反田町)
  - 32.ダイダラボウと大串貝塚ふれあい公園(大串町)
  - 33.備前堀(本町)
  - 34.万代橋(根本町)
  - 35.駅ペデストリアンデッキと黄門三人像(宮町)
  - 36.七ツ洞公園(下国井町)
  - 37.水戸芸術館(五軒町)
  - 38.獅子石像(三の丸)